# Rhamnus grubovii
Espèce
Rhamnus grubovii (syn. Rhamnus minuta) est une espèce de plantes à fleurs de la famille des Rhamnaceae. C'est un nerprun originaire d’Asie (Russie, Chine). C'est un buisson qui prend racine dans les crevasses des rochers de la zone alpine ou subalpine, entre 2800 et 4000 m d’altitude.